# Friedrich Julius Richelot
Pour les articles homonymes, voir Richelot.
Friedrich Julius Richelot (Königsberg, 6 novembre 1808 – 31 mars 1875) est un mathématicien prussien. 

## Biographie
Il est étudiant de Charles Gustave Jacob Jacobi. Il est diplômé en 1831 de la Faculté de philosophie de l'université de Königsberg pour sa thèse de doctorat sur la division du cercle en 257 parties égales et devient professeur dans cette faculté.
Richelot est l'auteur de nombreuses publications en allemand, français et latin, dont comme l'expose sa dissertation, la première construction à la règle et au compas d'un polygone régulier à 257 côtés.
Mort à 66 ans d'une maladie cardiaque dans l'exercice de ses fonctions, il est enterré au cimetière des savants de Königsberg (de).